# 柳鏞成
柳 鏞成（ユ・ヨンソン、英語: Yoo Yong-sung、朝鮮語:  유용성、1974年10月25日 - ）は、大韓民国の元バドミントン選手。オリンピックの2度の銀メダリスト。

## 経歴
主に李東秀とのペアで男子ダブルスで活躍。混合ダブルスでは鄭素英ともペアを組む。
シドニー五輪とアテネ五輪で銀メダルを獲得。